# Dendroaspis
Dendroaspis es un género de reptiles escamosos de la familia Elapidae que se distribuyen por el África subsahariana. Incluye cuatro especies conocidas vulgarmente como mambas; viven en los árboles y son las serpientes más rápidas de África; Dendroaspis significa literalmente "serpiente de árbol". Son extremadamente venenosas; su veneno contiene neurotoxinas, que pueden ser fatales para el ser humano sin acceso al antídoto.
En un sprint, y con la cabeza levantada, lo que supone casi un tercio de su cuerpo levantado, puede superar en poco tiempo a una persona corriendo.

## Comportamiento
La mayoría de los miembros de su género son arbóreas (sin embargo, la mamba negra es terrestre). Son de hábitos diurnos: cazan activamente pequeños mamíferos, pájaros, y lagartijas.
Las mambas se relacionan con las cobras (Elapidae) por su respuesta ante amenazas: elevan la cabeza y abren la boca, de manera similar.
Es una falsa creencia que atacan a los humanos y los hacen sus presas. Puede deberse a su velocidad de movimiento que los hombres consideran una amenaza (The new encyclopedia of Reptiles (Serpent). Time Book Ltd. 2002). Sin embargo, su velocidad de movimiento es más un recurso de escape ante amenazas, siendo los humanos de hecho su predador más que su presa, ya que las mambas generalmente evitan el contacto con los hombres. No obstante, sí puede atacar si se la molesta.

## Especies
Se reconocen las 4 siguientes según The Reptile Database:
- Dendroaspis angusticeps (Smith, 1849)
- Dendroaspis jamesoni (Traill, 1843) - con las subespecies:
  - D. jamesoni jamesoni
  - D. jamesoni kaimosea
- Dendroaspis polylepis (Günther, 1864)
- Dendroaspis viridis (Hallowell, 1844)